# Iván Cuéllar
Iván Cuéllar Sacristán (ur. 25 maja 1984 roku w Méridzie) – hiszpański piłkarz występujący na pozycji bramkarza w CD Leganés.